# Śniadanie irlandzkie

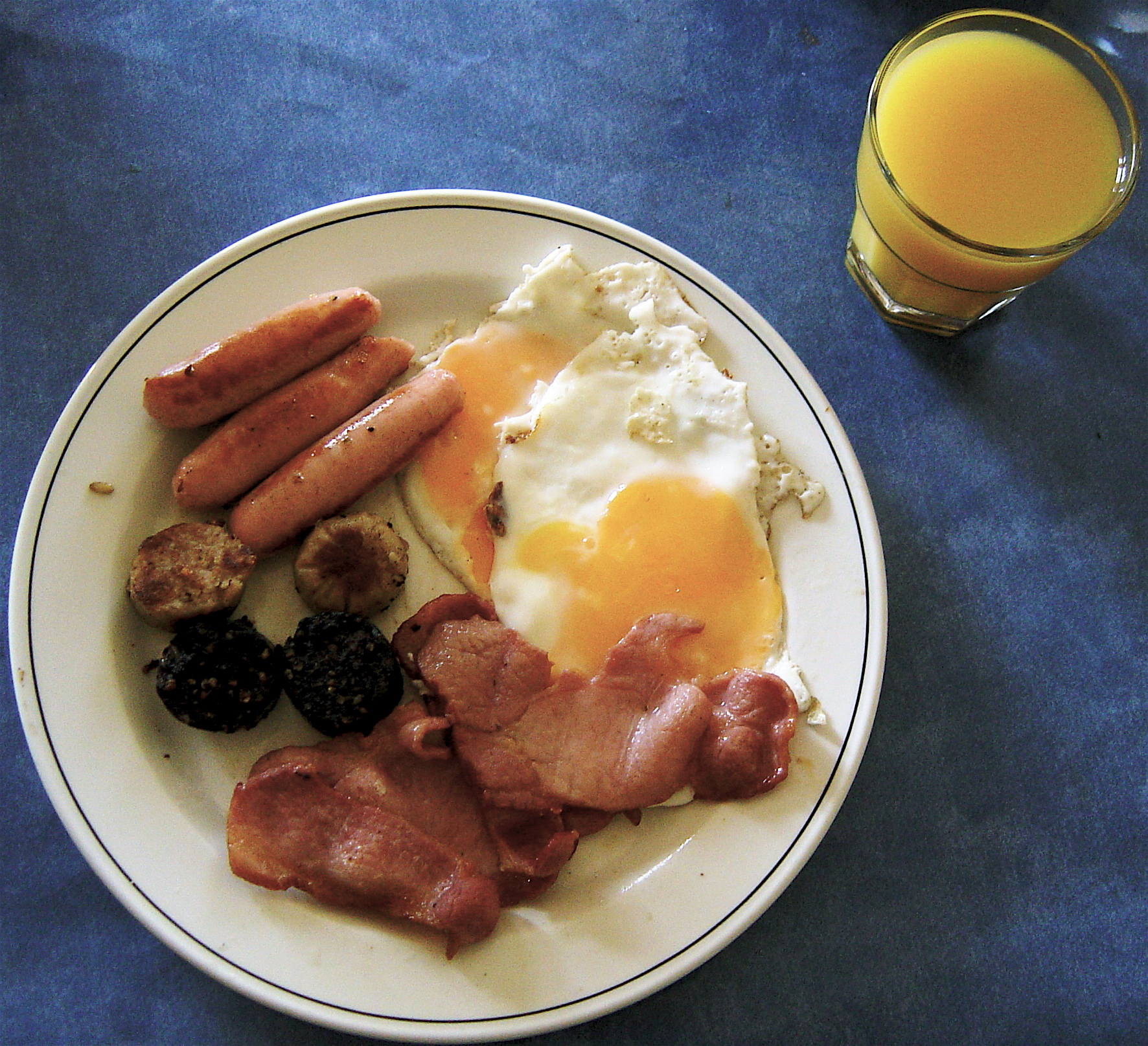
Tradycyjne śniadanie irlandzkie.

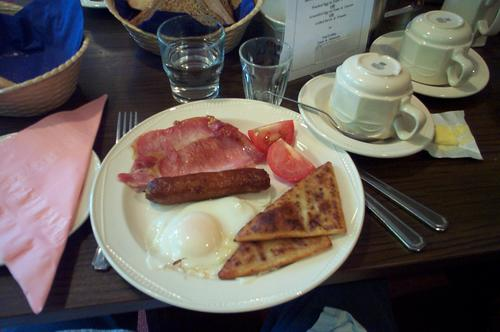
Ulster fry – wersja śniadania irlandzkiego z północnej części wyspy.

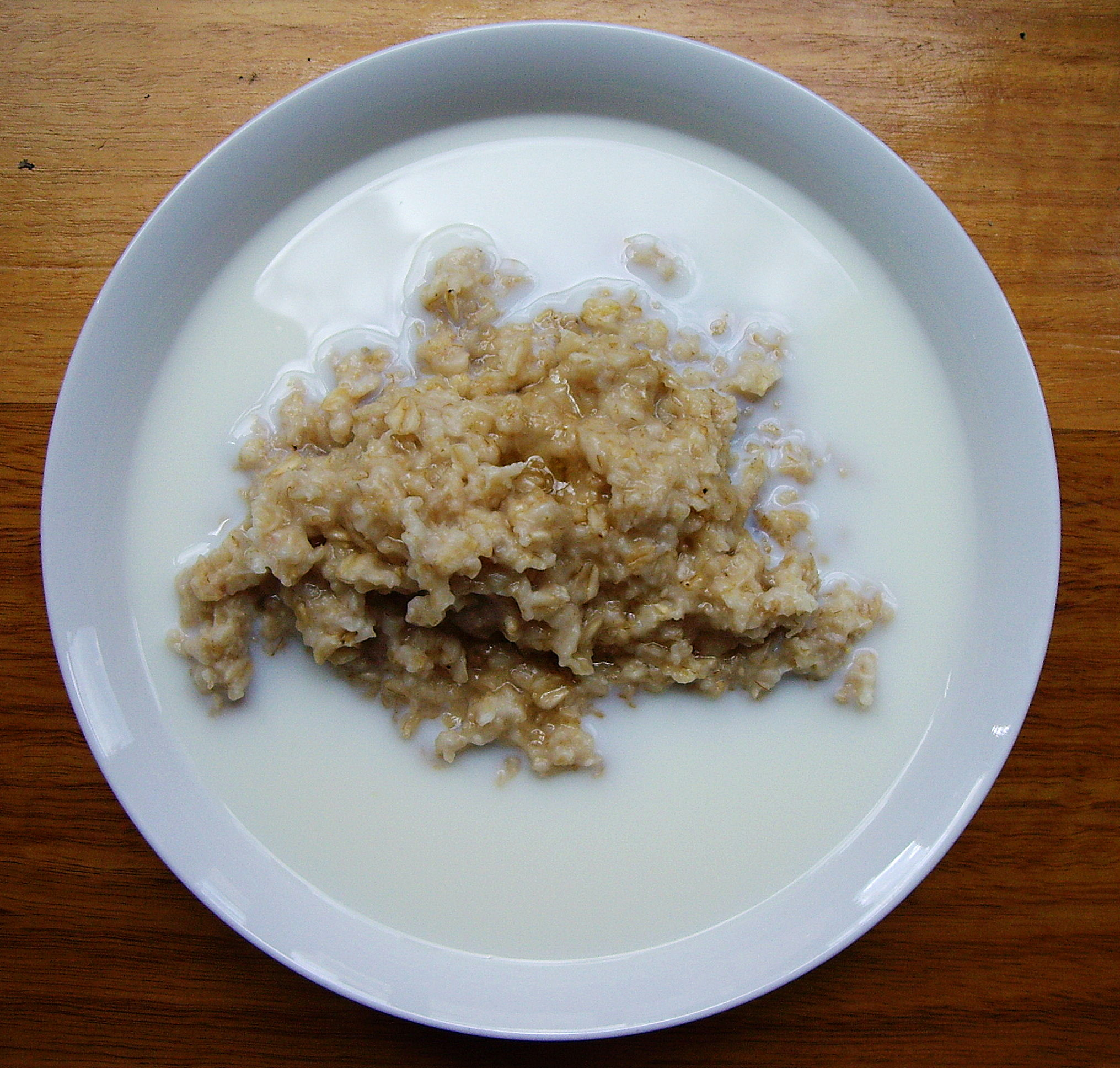
Owsianka na mleku.

Śniadanie irlandzkie (irl. Bricfeasta Éireannach, ang. Full Irish Breakfast) –  typowy posiłek serwowany w Irlandii w godzinach rannych i przedpołudniowych.

## Typowy zestaw potraw
Typowe irlandzkie śniadanie zazwyczaj nie różni się od śniadania angielskiego i składa się z następujących potraw:
- smażone kiełbaski wieprzowe (sausages);
- smażone plastry bekonu (rashers);
- jajko sadzone lub jajecznica (scrambled eggs);
- white pudding (rodzaj białej kaszanki) lub black pudding (rodzaj czarnej kaszanki);
- pieczony pomidor (oven-baked tomato);
- hash brown – podobny do polskiego placka ziemniaczanego, ale smażony na głębokim tłuszczu;
- tosty;
- frytki lub pieczone ziemniaki;
- fasolka w sosie pomidorowym;
- kawa lub herbata, z reguły podawane z mlekiem i cukrem.

W skład zestawu mogą wchodzić również:
- smażone pieczarki;
- tarty ser Dubliner

## Ulster Fry
Ulster Fry – wariant śniadania w Irlandii Północnej. W północnej części wyspy nie serwuje się puddingów, popularne natomiast są placki sodowe (ang. soda farls), pieczone z mąki pszennej z dodatkiem wody sodowej i maślanki. Często podaje się też potato cakes, przygotowywane z gotowanych ziemniaków, mąki i masła.

## Dodatki
Obie wersje śniadania wzbogacane są dodatkiem sosów typu ketchup, brown sauce albo gravy (naturalny sos z pieczenia mięsa lub warzyw), lub też z pink sauce (majonez wymieszany z ketchupem). Do popicia często podaje się soki owocowe. W hotelach i pensjonatach dostać można także koktajle i sałatki owocowe.

## Wariacje
Z uwagi na stosunkową czasochłonność przygotowania śniadania, w ostatnich latach bardzo popularna stała się wersja fastfoodowa: podłużną bułkę napełnia się wybranymi składnikami tradycyjnego Full Irish Breakfast. Taką kanapkę można kupić w wielu punktach gastronomicznych oraz na stacjach benzynowych.

## Alternatywne śniadanie irlandzkie
Wielu Irlandczyków zamiast spożywać typowe Full Irish Breakfast, na śniadanie zjada jedynie owsiankę (ang. porridge) lub płatki kukurydziane i kromkę ciemnego chleba sodowego (soda bread) z dżemem pomarańczowym (ang. marmalade).